# Tarn-et-Garonne
Tarn-et-Garonne este un departament din sudul Franței, situat în regiunea Occitania. Este numit după râurile Tarn și Garonne ce traversează departamentul. 
Deparatamentul a fost creat la 4 noiembrie 1808 în timpul Primului Imperiu Francez printr-o decizie luată de Napoleon. A fost format din teritorii ce aparțineau departamentelor învecinate. Mai mult de jumătate din teritoriu a fost luat de la departamentul Lot (inclusiv orașele Montauban și Moissac), peste o treime a fost luat de la departamentul Haute-Garonne (inclusiv orașul Castelsarrasin), iar restul a fost luat de la departamentele Lot-et-Garonne, Gers și Aveyron.

## Localități selectate

### Prefectură
- Montauban

### Sub-prefecturi
- Castelsarrasin

## Diviziuni administrative
- 2 arondismente;
- 30 cantoane;
- 195 comune;